# Ричард Брансон
Сер Ричард Чарлс Николас Брансон (енгл. Richard Charles Nicholas Branson, 18. јула 1950) је британски пословни магнат, инвеститор и филантроп. Оснивач је пословне групе „Виргин”, која се састоји од више од 400 предузећа.
Брансон је изразио жељу да постане предузетник у младости. Његов први пословни подухват, са 16 година, био је магазин под називом Студент. Године 1970. успоставио је фирму за поштанску испоруку музичких плоча. Он је отворио ланац дискографских продавница Вирџин Рекордс - касније познат као Вирџин Мегасторс - 1972. године. Брансонов бренд Вирџин нагло је растао током 1980-их, када је покренуо авиокомпанију Верџин Атлантик и проширио музичку издавачку кућу Вирџин Рекордс. Године 2004. он је основао свемирску корпорацију Вирџин Галактик, са седиштем у Ваздухопловном и свемирском пристаништу Мохави, запаженом по суборбитални свемирском авиону Спејс-шип-ту намењеном свемирском туризму.
У марту 2000. године, Брансону је додељена титула витеза у Бакингамској палати због „услуга предузетништву”. Путем свој рада у малопродаји, музици и транспорту (са интересима за копнена, ваздушна, морска и свемирска путовања), пожудом за авантурама и својих хуманитарних доприноса, он је постао истакнута глобална личност. Године 2007, он је увршен у списак Тајмсов списак 100 најутицајнијих људи на свету.

## Младост
Брансон је рођен у Блекхиту у Лондону, од мајке Еве Брансон (рођене ка Евет Хантли Флинт; 1924. године), бивше балерина и стујардесе, и Едвард Џејмса Брансона (1918–2011), баристера. Он има две млађе сестре. Његов деда, правочасни Сер Џорџ Артур Харвин Брансон, био је судија Високог суда правде и државни саветник.
Брансон се школовао у Скејтклифској школи, припремној школи у Сарију, пре него што је накратко био ђак у Клиф вју хаус школи у Сасексу. Он је похађао је Стоув школу, независну школу у Бакингемширу до своје шеснаесте године.
Брансон је дислексичан и имао је лош академски учинак; последњег дана у школи, управник његове школе Роберт Драјсон рекао му је да ће или завршити у затвору или постати милионер. Брансонови родитељи подржавали су његова настојања од малих ногу. Мајка му је била предузетница; један од њених најуспешнијих подухвата била је израда и продаја дрвених кутија за марамице и канти за отпад. У Лондону је сквотирао од 1967. до 1968. године.

## Каријера

### Посао са грамофонским плочама
Брансон је започео свој посао у продаји плоча у цркви, одакле  је покренуо магазин Студент. Брансон је интервјуисао неколико истакнутих личности краја 1960—их за магазин, укључујући и Мика Џегера и К. Д. Ланг.  Рекламирао је популарне плоче у магазину Студент, што му је донело успех преко ноћи. Тргујући под називом "Вирџин", он је продавао плоче знатно јефтиније од "High Street" продавница, посебно ланца В. Х. Смит. Брансон је једном рекао: "Нема смисла у отварању сопственог бизниса, осим ако то радите без осећања фрустрације." Име "Вирџин" је предложено од стране једног од Брансонових првих запослених, јер су сви били нови у пословању. У то време, многи производи су се продавали под рестриктивним маркетиншким споразумима, који ограничавају попусте, упркос напорима у 1950—им и 1960—им да се  лимитира тзв. одржавање препродајних цена.
Брансон у 1972. години покреће издавачку кућу Вирџин рекордс са Ником Пауелом и купује имање северно од Оксфорда, где  је саградио студио за снимање, Манор студио. Студио је пуштен у закуп за уметнике почетнике, укључујући мулти-инструменталисту Мајкла Олдфилда, чији је деби албум Tubular Bells (1973) постао је прво издање Вирџин Рекордса и на врху најпродаванијих .